# Барт, Вольф
Вольф Барт (20 октября 1942, Вернигероде — 30 декабря 2016, Нюрнберг) — немецкий математик, который открыл поверхности Барта и работы которого по векторным расслоениям были важны для конструкции Атьи — Дринфельда — Хитчина — Манина. До 2011 года Барт работал на факультете математики Университета Эрлангена — Нюрнберга.
Его университетская диссертация была озаглавлена Einige Eigenschaften analytischer Mengen in kompakten komplexen («Некоторые свойства аналитических множеств в компактных комплексных многообразиях»), научные руководители — Ханс Грауэрт и Рейнхольд Реммерт.